# TAAR2
TAAR2 (англ. Trace amine associated receptor 2 (gene/pseudogene)) – білок, який кодується однойменним геном, розташованим у людей на короткому плечі 6-ї хромосоми. Довжина поліпептидного ланцюга білка становить 351 амінокислот, а молекулярна маса — 40 134.
| 10         |  | 20         |  | 30         |  | 40         |  | 50         |
| ---------- |  | ---------- |  | ---------- |  | ---------- |  | ---------- |
| MAVSSEQHEL |  | SHFKRTQTKK |  | EKFNCSEYGN |  | RSCPENERSL |  | GVRVAMYSFM |
| AGSIFITIFG |  | NLAMIISISY |  | FKQLHTPTNF |  | LILSMAITDF |  | LLGFTIMPYS |
| MIRSVENCWY |  | FGLTFCKIYY |  | SFDLMLSITS |  | IFHLCSVAID |  | RFYAICYPLL |
| YSTKITIPVI |  | KRLLLLCWSV |  | PGAFAFGVVF |  | SEAYADGIEG |  | YDILVACSSS |
| CPVMFNKLWG |  | TTLFMAGFFT |  | PGSMMVGIYG |  | KIFAVSRKHA |  | HAINNLRENQ |
| NNQVKKDKKA |  | AKTLGIVIGV |  | FLLCWFPCFF |  | TILLDPFLNF |  | STPVVLFDAL |
| TWFGYFNSTC |  | NPLIYGFFYP |  | WFRRALKYIL |  | LGKIFSSCFH |  | NTILCMQKES |
| E          |  |            |  |            |  |            |  |            |

A: Аланін

C: Цистеїн

D: Аспарагінова кислота

E: Глутамінова кислота

F: Фенілаланін

G: Гліцин

H: Гістидин

I: Ізолейцин

K: Лізин

L: Лейцин

M: Метіонін

N: Аспарагін

P: Пролін

Q: Глутамін

R: Аргінін

S: Серин

T: Треонін

V: Валін

W: Триптофан

Кодований геном білок за функціями належить до рецепторів, g-білокспряжених рецепторів, білків внутрішньоклітинного сигналінгу. 
Задіяний у такому біологічному процесі, як альтернативний сплайсинг. 
Локалізований у клітинній мембрані, мембрані.